# Perdita snellingi
Perdita snellingi är en biart som beskrevs av Timberlake 1962. Perdita snellingi ingår i släktet Perdita och familjen grävbin. Inga underarter finns listade i Catalogue of Life.